# Заборовський Сергій Андрійович
Заборовський Сергій Андрійович ( 7 жовтня 1859 року, місто Миколаїв  — 1929) — український інженер-механік, професор. Один із засновників наукової школи динамічної міцності в гірничій справі. Першим у світовій практиці розв’язав задачу динамічного розрахунку шахтової кліті, уперше здійснив розрахунок залізобетонного шахтового кріплення.

## Біографія
Народився 7 жовтня 1859 року в місті Миколаєві. У 1890 році закінчив Морську академію. Від 1906 року працював у Катеринославському гірничому інституті (нині — Національний технічний університет «Дніпровська політехніка»), де з 1907 року очолював кафедру будівельної механіки.
У 1921–1929 роках був директором Політехнічного інституту, а також Катеринославського вечірнього робітничого будівельного технікуму (нині — Придніпровська державна академія будівництва та архітектури). Поєднував адміністративну й наукову діяльність, зробивши вагомий внесок у становлення технічної освіти в регіоні.  

## Наукова діяльність
Заборовський одним із перших у світовій практиці розв’язав задачу динамічного розрахунку шахтової кліті — пристрою для підйому людей і вантажів у шахтах, що суттєво підвищило безпеку гірничих робіт.
Він також уперше здійснив розрахунок міцності залізобетонного шахтового кріплення, що дозволило посилити стійкість виробок і зменшити аварійність.
Заснував наукову школу динамічної міцності гірничих споруд, яка мала вплив на розвиток гірничої справи в Україні. Протягом своєї науково-педагогічної діяльності викладав гірничу механіку, розробляв навчальні програми, брав участь у створенні спеціалізованих підручників для інженерних вишів.
Завдяки його ініціативі до статуту інституту було внесено положення про право закладу присуджувати наукові ступені. Це дозволило технічним факультетам присуджувати ступінь ад’юнкта, а університетським — магістра і доктора наук.